# Bracon polaris
Bracon polaris är en stekelart som beskrevs av Hellen 1959. Bracon polaris ingår i släktet Bracon och familjen bracksteklar. Enligt den finländska rödlistan är arten nära hotad i Finland. Artens livsmiljö är strandängar vid sötvatten. Inga underarter finns listade.